# آب‌انبار فرطان
آب‌انبار فرطان مربوط به دوره قاجار - دوره پهلوی است و در شهرستان اسفراین، بخش مرکزی، دهستان آذری، روستای فرطان، جنب مسجد روستا واقع شده و این اثر در تاریخ ۲۵ آبان ۱۳۸۷ با شمارهٔ ثبت ۲۳۷۵۸ به‌عنوان یکی از آثار ملی ایران به ثبت رسیده است.

## ویژگی‌های بنا
این بنا دارای سازه‌ای گنبدی شکل به صورت ضربی بسیار محکم می‌باشد و از لحاظ معماری شباهت زیادی به آب‌انبارهای شهر یزد و سمنان دارد، مواد تشکیل دهنده بنا: آجر (خاک رس پخته شده) گچ، آهگ وساروج می‌باشد.

### شکل ظاهری بنا
بنا گنبدی شکل می‌باشد که در بالای گنبد، سازه مستطیل شکلی بنا شده که داری دو دریچهٔ استوانه‌ای شکل به سمت شمال و جهت وزش بادهای محلی برای ورود هوا به داخل آب‌انبار تعبیه شده تا آب داخل بنا را خنک نگه دارد، این بنا شباهت زیادی به آب‌انبارهای شهر یزد و سمنان دارد ونوع معماری برگرفته از معماری دوران قبل از اسلام دوره ساسانیان و اوج این نوع معماری و ساخت آب‌انبارها در اکثر نقاط ایران و بخصوص شهرهای کویری ایران به دوران صفویه بر می‌گردد که در دوران قاجار هم ساخت این نوع بناها رواج داشته، در قسمت جنوبی شرقی بنا، ورودی اصلی بنا برای برداشت آب قرار داشت، که این ورودی دارای ۱۸پله بود و سقفی آجری به صورت ضربی قرار داشت وقتی اهالی برای بردن آب و پُر کردن کوزه‌ها به این محل می‌آمدند، بایستی ۱۸پله را پایین می‌رفتند تا کوزه‌های آب را پُر کنند، در انتهای پله هیجدهم سمت راست حوضچه کوچکی بود که مردم کوزه‌ها را در داخل حوضچه و زیر شیر آب قرار میدادن و کوزها را پرآب می‌کردن در سمت جنوب این حوضچه کوچک نیمکتی از جنس آجر ساخته شده بود تا کسانی که در صف برداشت آب بودن تا پر شدن کوزه بر روی آن بنشینند و استراحت کنند، شوربختانه به علت ناآگاهی مردم، ورودی برداشت آب در سال‌های نه چندان دور توسط متصدیان مسجد تخریب گردید و به آشپزخانه مسجد تبدیل شد، با پیگیری همسایه‌این بنا برادران قوامی موضوع به ادارهٔ میراث فرهنگی شهرستان اطلاع داده شد و این اثر در تاریخ ۲۵ آبان ۱۳۸۷ با شمارهٔ ثبت ۲۳۷۵۸ به‌عنوان یکی از آثار ملی ایران به ثبت ملی رسید و خوشبختانه از تخریب باقی‌مانده بنا جلوگیری شد. حال کمک و یاری اداره محترم میراث فرهنگی شهرستان اسفراین و مردم اهالی را می‌طلبد تا از نابودی این بنای تاریخی و هویتی یک قوم که یادگار نیاکانشان می‌باشد جلوگیری شود، این بنا قدیمی‌ترین بنای روستا می‌باشد و در حال حاضر بسیار در خطر آسیب دیدگی و تخریب می‌باشد و هر چه سریع‌تر بایستی توسط کارشناسان محترم اداره میراث فرهنگی شهرستان مرمت شود. «این بنا در مهرماه سال ۱۳۹۵ با اطلاع اداره میراث فرهنگی شهرستان توسط همسایه بنا برادران قوامی به شکل موقت مرمت گردید تا از تخریب کل بنا جلوگیری شود.»